# 康健國際

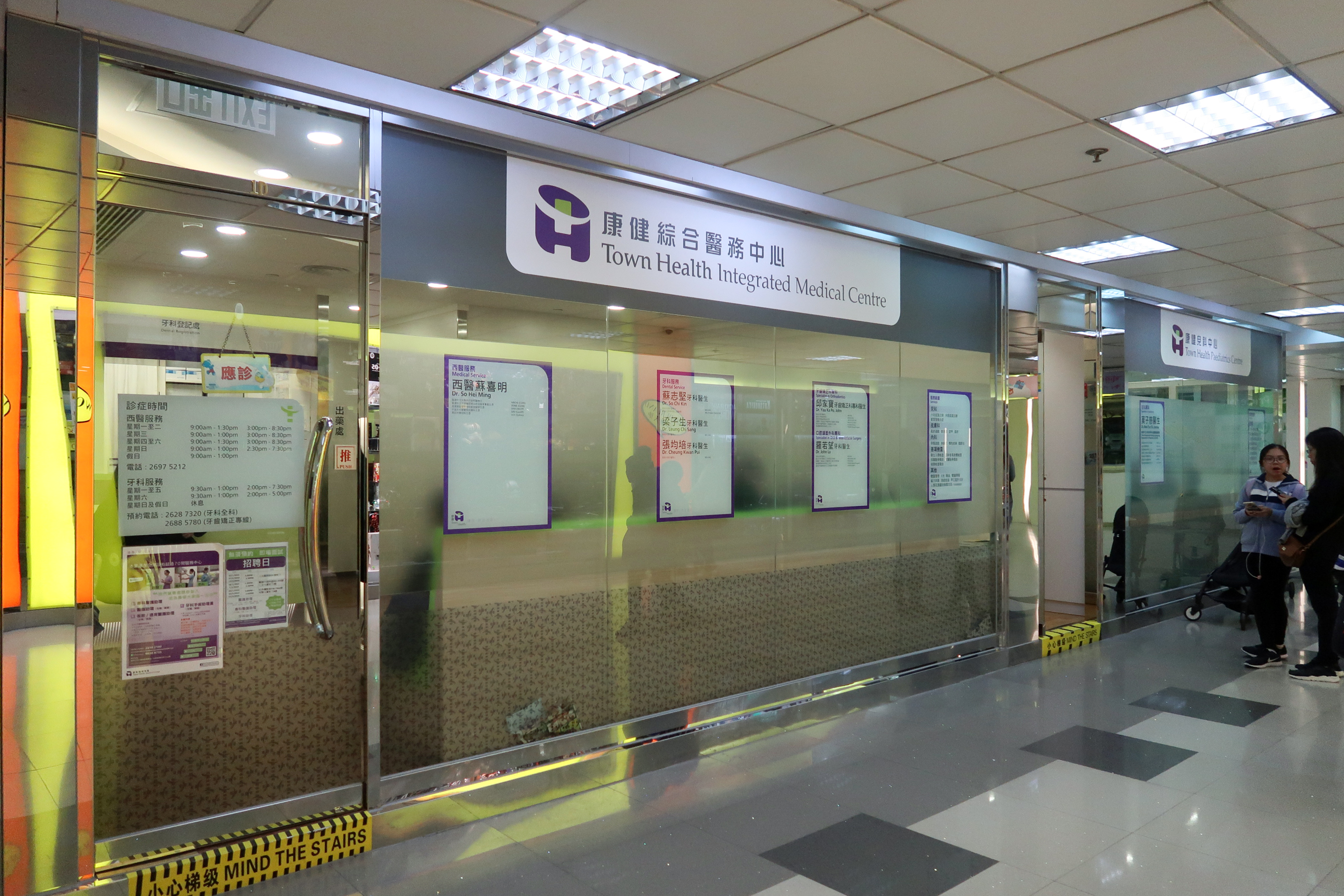
沙田希爾頓中心康健醫務中心

康健國際投資有限公司，簡稱康健國際投資，以及康健國際（英語：Town Health International Investments Limited，港交所：3886），在1989年，由曹貴子醫生（時任首席執行官），在香港（總部）成立「康健醫療中心」，前身為「康健國際控股有限公司」。於2016年1月,該公司市值大約為120億元。
而主要股東為富邦人壽、富邦保險、中國人壽保險、曹貴子、蔡志明。其後曹、蔡兩人已經均退出管理層，由中國人壽全面控制董事局。2024年1月蔡志明之子蔡加讚接任董事局主席
而公司業務為提供醫療、牙科及其他醫療相關服務，以及投資及資產管理。
該股份在2000年10月18日於港交所創業板上市，招股價為1.25港元，配售39,362,000股，集資額為5000萬港元。 在2008年8月12日轉在主板上市。
2014年8月21日，康健國際以4.24億港元，收購卓悅控股7.33%股權。
2014年11月3日富邦金控旗下的富邦人壽、富邦保險斥資8.8億港元入股康健國際7.02%股份
2015年1月5日中國人壽（2628）母企中國人壽保險（集團）公司宣佈，以每股認購價0.98元，購入康健國際17.85億新股，相當於經擴大後已發行股份24.59%，涉及金額17.5億港元。交易後將成為康健大股東。

## 連結
- townhealth.com （页面存档备份，存于）
- thmn.com.hk （页面存档备份，存于）